# Grudniowy żar
Grudniowy żar (est. Detsembrikuumus) – estoński dramat historyczny z 2008 roku w reżyserii Asko Kase. Autorami scenariusza byli Mikhel Ulman i Lauri Vahtre. Film został zgłoszony do rywalizacji o Oscara w kategorii filmu nieanglojęzycznego jako oficjalny estoński kandydat, ale ostatecznie nie uzyskał nominacji.

## Obsada
- Sergo Vares jako Tanel Rõuk
- Liisi Koikson jako Anna Rõuk
- Ain Lutsepp jako Julius Saarepuu
- Piret Kalda jako Maret Saarepuu
- Emil-Joosep Virkus jako Joosep Saarepuu
- Tambet Tuisk jako Specjalista
- Tiit Sukk jako Indrek, właściciel fabryki
- Rain Simmul jako szef wywiadu.

Postaci historyczne
- Tõnu Kark jako generał major Ernst Põdder
- Priit Pedajas jako generał major Johan Unt
- Mait Malmsten jako prawnik Jaan (Jaan Anvelt)
- Carmen Mikiver jako Elis Kingissepp
- Ilkka Koivula jako Otto Kuusinen
- Yevgeni Knyazev jako Grigorij Zinowjew.

## Opis fabuły
Akcja filmu rozgrywa się w listopadzie i grudniu 1924 r. w Tallinie podczas nieudanego zamachu stanu dokonanego przez Komunistyczną Partię Estonii i nasłanych z ZSRR komunistów, których zadaniem było opanowanie stolicy Estonii, a następnie wysłanie telegramu do ZSRR, po którym wojska sowieckie, skoncentrowane na granicy Estonii, miały wkroczyć do kraju i dokonać jego włączenia do ZSRR. Fabuła filmu oparta została na prawdziwych wydarzeniach, które rozegrały się 1 grudnia 1924 r.
Jesienią 1924 r. Anna (Liisi Koikson), żona młodego oficera estońskiego Tanela Rõuka (Sergo Vares), uczestnika walk o niepodległość Estonii z lat 1918-1920, marzącego o studiowaniu architektury, wymusza na mężu jego zgodę na wspólny wyjazd do Paryża, na co ten niechętnie przystaje pod jej presją. Tymczasem na granicy estońsko-sowieckiej komunistyczni bandyci mordują estońskiego pogranicznika i całą bandą przekradają się na terytorium kraju wraz z zapasem broni i uzbrojenia. Komuniści są trzonem grupy, która zostaje wysłana przez władze sowieckie do Estonii, by tam dokonać przewrotu i zawezwać „na pomoc” wojska sowieckie, które miałyby w ten sposób anektować młode państwo, w siódmym roku jego niepodległości. W samym ZSRR władze sowieckie organizują gwałtowne demonstracje antyestońskie przed poselstwem tego kraju, które jest oblegane przez agresywny tłum.
W stolicy Estonii, pomimo wcześniejszych oznak zagrożenia komunistycznego, władze bagatelizują groźbę komunistycznego przewrotu sterowanego przez Moskwę. Generalicja estońska wykazuje wyjątkowy bezwład i nieudolność wobec coraz bardziej agresywnej propagandy komunistycznej i rosnącego z każdym dniem zagrożenia. Jedynie generał Põdder (Tõnu Kark) wyraża swoje niezadowolenie z takiego stanu rzeczy. Tymczasem na dzień przed komunistycznym puczem Tanel zwalnia się z wojska, kupuje dwa bilety kolejowe do Paryża i następnego dnia pojawia się wraz z żoną na dworcu kolejowym w Tallinie. Przed wejściem do pociągu zauważa jednak w hali dworca swoich kolegów z wojska i wchodzi tam na pogawędkę. Wtedy dochodzi do ataku komunistycznej bandy na budynek dworca, a Tanel zostaje pojmany przez nich jako zakładnik. Jego żona Anna, zaniepokojona nieobecnością męża, w chwili odjazdu pociągu pociąga za hamulec bezpieczeństwa i wybiega na peron, a następnie dostaje się do budynku dworca, gdzie natychmiast zostaje pojmana przez komunistów.
Jednym z przywódców komunistycznej bandy jest Jaan (Mait Malmsten), którego Anna poznała przed laty będąc gimnazjalistką, i który zadurzył się w niej bez wzajemności. Teraz Jaan postanawia zdobyć Annę siłą. Wydaje swoim siepaczom rozkaz zamordowania męża Anny, ten jednak w ostatniej chwili ucieka. Jednak Anna zostaje przez zamachowców zabrana jako zakładniczka. Tymczasem w mieście komunistyczne bandy dokonują krwawej i bezsensownej rzezi niewinnych mieszkańców i zaskoczonych niespodziewanym atakiem żołnierzy pilnujących obiektów publicznych. Komuniści najpierw nocą wdzierają się do Szkoły Wojskowej i bestialsko mordują śpiących elewów, a następnie atakują budynek Parlamentu i Ministerstwa Obrony, gdzie w podobny sposób mordują nieliczne straże. Przerażeni estońscy pogranicznicy obserwują jak na granicy z ZSRR przeprowadzana jest koncentracja wojsk sowieckich gotowych wkroczyć do Estonii.
Siły estońskie są słabe i pozbawione prężnego przywództwa. Jedynie generał Põdder, na wieść o komunistycznym puczu, zbiera garstkę żołnierzy estońskich, po drodze napotykając Tanela, który dołącza do walczących w obronie niepodległości Estonii, i rusza do walki z komunistycznymi bandytami, którzy sieją w mieście krwawy terror. Podczas dramatycznych walk dochodzi do odbicia Anny z rąk bolszewików, a ranny Tanel dociera do stacji telegraficznej opanowanej przez puczystów i w chwili kiedy ci nadają do Rosji telegram wzywający wojska sowieckie do wkroczenia do Estonii, rzuca się na ich przywódcę, komunistę Jaana, przerywając łączność. Dochodzi do walki wręcz. Po chwili do budynku wpadają żołnierze estońscy pod wodzą generała Põddera, a Jaan umyka w ostatniej chwili. Walki w mieście dogasają, ostatni komuniści uchodzą w kierunku wschodniej granicy. Tymczasem Tanel kontynuuje nadawanie rozpoczętego przez bolszewików telegramu do Rosji, kończąc go słowami: Prosimy nie mieszać się do spraw niepodległego kraju, a nieudacznych bolszewickich puczystów prosimy wytopić w rzece Moskwie, jak to u was jest w zwyczaju. Następnego dnia, pomimo odniesionej rany, Tanel i Anna odjeżdżają pociągiem do Paryża.